# Stubbe – Von Fall zu Fall: Im toten Winkel
Im toten Winkel ist ein deutscher Fernsehfilm von Bodo Fürneisen aus dem Jahr 2009. Es handelt sich um den fünfunddreißigsten Filmbeitrag der ZDF-Kriminalfilmreihe Stubbe – Von Fall zu Fall mit Wolfgang Stumph in der Titelrolle.

## Handlung
Kommissar Stubbe wird in die Tiefgarage des Hamburger Jugendamt gerufen, wo die Sachbearbeiterin Manuela Engelhard erschlagen aufgefunden wurde. Mit der jungen Mutter Susanne Herold hatte sie im Jugendamt vor kurzem eine Auseinandersetzung, denn ihr Kind ist wegen Missbrauchsverdacht der Mutter entzogen worden. Stubbe macht sich selber ein Bild und erlebt sowohl Susanne Herold als auch ihren Freund, Steffen Schacht, als sehr aufbrausend. Da nach dem Überfall auf Engelhardt auch deren Tasche mit Unterlagen zu dem Fall Herold verschwunden ist, hält das die Verdachtslage gegen die junge Mutter weiter hoch. Stubbe bemerkt aber auch, dass die private Situation von Herold sehr angespannt ist. Verständlicherweise ist sie sehr verzweifelt, worunter auch ihre Arbeit leidet und die Entlassung droht. Steffen Schacht verschlimmert derweil ihre Lage, als er verbotenerweise in das Kinderschutzhaus eindringt, in welchem Herolds Tochter untergebracht ist. Er hat sie aber nicht entführt, sondern ihr nur eine Jacke ihrer Mutter gebracht.
Stubbe gelangt im Zuge seiner Ermittlungen immer mehr zu der Erkenntnis, dass die übereifrige Jugendamtsmitarbeiterin Engelhard sich Beweise zurechtgebogen hat, weil sie der Meinung war Herolds Tochter beschützen zu müssen. In der Vergangenheit hatte sie einmal zu spät regiert, was einem kleinen Kind das Leben gekostet hatte. Diesen Fehler wollte sie nicht noch einmal machen und hatte deshalb zu diesen Mitteln gegriffen. Doch damit erhärtet sich der Verdacht gegen Susanne Herold, die angesichts der aussichtslosen Lage mit allen Mitteln um ihr Kind kämpfen dürfte. Nachdem die Tasche des Opfers in Schachts Lieferwagen gefunden wird, gerät dieser unter dringenden Tatverdacht. Stubbe findet allerdings kurz darauf einen Hinweis der auf Herold direkt deutet. Er stellt sie zur Rede und Susanne Herold gesteht in ihrer Wut Manuela Engelhard mit dem Kopf mehrfach gegen deren Wagen geschlagen zu haben.

## Nebenhandlung
Wilfried Stubbe sorgt sich wieder einmal um seine Tochter Christiane, die schon eine Woche lang nicht mehr nach Hause gekommen ist. Sie will ihr ganzes Studium „hinschmeißen“, als ihr kurz vor dem Abgabetermin ihrer Diplomarbeit der Laptop gestohlen wird und sie es versäumt hatte, die Daten auch extern zu sichern. Ihre Freundin Jutta hilft ihr aber die Arbeit aus einer alten Version neu zu erarbeiten.
Charlotte muss sich mit ihrer neuen Haushaltshilfe arrangieren, was ihr nicht leicht fällt, da sie gewohnt ist allein alles zu bestimmen. Das Verhältnis wird zusätzlich belastet, als die Frau ihr Kind mit zur Arbeit bringt und der Junge mit einem Ball prompt eine Fensterscheibe zerschießt.

## Hintergrund
Der Film wurde vom 27. Mai bis zum 25. Juni 2008 in Hamburg und Umgebung gedreht und am 3. Januar 2009 um 20:15 Uhr im ZDF erstausgestrahlt.

## Rezeption

### Einschaltquote
Bei seiner Ausstrahlung am 3. Januar 2009 im ZDF wurde Im toten Winkel nur von 2,52 Millionen Zuschauern gesehen, was einem Marktanteil von 10,0 Prozent zur Hauptsendezeit entsprach. In der Zielgruppe der 14- bis 49-Jährigen sorgten 0,37 Millionen Zuschauer für unterdurchschnittlichen 4,2 Prozent Marktanteil.

### Kritiken
Tilmann P. Gangloff wertete für Kino.de: Der „Bei Hunderten von Krimis pro Jahr ist es durchaus ein Kunststück, wenn es Drehbuchautoren immer wieder gelingt, ihr Publikum zu überraschen; selbst wenn gewisse Muster mitunter wie Modeerscheinungen wirken. Besonders beliebt ist zum Beispiel das Ablenkungsmanöver: Während die Ermittler noch im Dunkeln tappen, wähnt man sich ihnen mindestens einen Schritt voraus, nur um schließlich festzustellen, dass man die ganze Zeit auf eine völlig falsche Fährte gesetzt hat.“
Die Kritiker der Fernsehzeitschrift TV Spielfilm fassten kurz zusammen: „Bedrückender Fall, mit ‚Stumph-Sinn‘ gelöst“ und vergaben dem Film die bestmögliche Wertung (Daumen nach oben).